# Kūh-e Shahrak
Kūh-e Shahrak (persiska: کوه شهرک) är ett berg i Iran.   Det ligger i provinsen Fars, i den centrala delen av landet, 600 km söder om huvudstaden Teheran. Toppen på Kūh-e Shahrak är 2 238 meter över havet.
Terrängen runt Kūh-e Shahrak är kuperad åt sydväst, men åt nordost är den bergig. Runt Kūh-e Shahrak är det ganska tätbefolkat, med 60 invånare per kvadratkilometer. Närmaste större samhälle är Rāmjerdāmjerdī, 12,6 km sydost om Kūh-e Shahrak. Omgivningarna runt Kūh-e Shahrak är i huvudsak ett öppet busklandskap.